# Elly Ameling
Elisabeth Sara Ameling, coneguda com a Elly Ameling, (Rotterdam, 8 de febrer de 1933) és una soprano neerlandesa.
Va estudiar amb Bodi Rapp. La seua carrera va començar en obtenir el primer premi del Vocal Concours a 's-Hertogenbosch (Brabant del Nord, 1956) i el Concours International de Musique a Ginebra (1958).
Ha dedicat la seua carrera principalment al cant de concert i de lieder amb algunes incursions en l'òpera. Ha bastit la seua fama a través del repertori de cançons franceses i alemanyes, amb les que va destacar el seu talent interpretatiu. Ha estat igualment dotada per a la música de cambra, orquestral, òpera, i oratori. Va fer el seu primer recital als Estats Units d'Amèrica al Lincoln Center de Nova York l'any 1968 i la seua primera òpera el 1974, com Ilia a Idomeneo de Mozart, a Washington DC.
El seu ample repertori inclou obres contemporànies, en particular dels seus paisans Bertus van Lier i Robert Heppener. Ha enregistrat més de cent cinquanta àlbums i ha obtingut molts premis, incloent-hi l'Edison, el Grand Prix du Disque i el Preis der Deutsche Schallplattenkritik. Gràcies als serveis prestats al camp de la música, el govern neerlandès la va fer Ridder (Cavaller) de l'Orde van Oranje Nassau.

## Discografia (selecció)
- Icon: Elly Ameling, The Dutch Nightingale (8CD), 2012, EMI Classics
- 15 'Lieder' de Schubert, amb el pianista Dalton Baldwin, per a Philips.
- 'Serenata' (amb Rudolf Jansen al piano). Enregistrament amb diverses obres lleugeres i lentes, entre altres: La Serenata de Francesco Paolo Tosti; Weep you no More, sad fountains de John Dowland o La diva de l'Empire de Erik Satie, per a Philips.
- 'Bel Canto del segle XVIII', amb l'Orquestra del Gewandhaus de Leipzig, dirigida per Kurt Masur. Enegistrament d'àries d'òpera barroques i clàssiques, entre d'altres: Car mio ben de Giuseppe Giordani, E pur così...Piangero la sorte mia, de Giulio Cesare de Händel; Thy hand, Belinda... When I am laid in earth, del Dido and Aeneas de Henry Purcell.
- Elly Ameling 75 jaar, Live Concertopnamen 1957-1991, Nederlandse Omroep (5CD), 2008, radiodifusió 1957-91, incl. Richard Strauss "Vier letzte Lieder", Van Omnium audiovisueel, GW 80003.
- The Artistry of Elly Ameling (5CD), Philips (Universal).
- Elly Ameling, After Hours..., Songs de Gershwin, Porter, Prévert e.o.; E.A., Louis van Dijk, Philips (Universal).
- Elly Ameling, Sentimental Me, Songs de Porter, Ellington, Sondheim e.o.; E.A., Louis van Dijk, Polygram Classics.
- Elly Ameling, Sweet Was The Song, international christmas songs, EMI.
- Elly Ameling, The Early Recordings (4CD), DHM (Sony BMG).
- Bach, Arien aus Kantaten für Sopran, Oboe und B.C., E.A., Han de Vries (Oboe), Albert de Klerk (Orgel), Richte van der Meer (Cello), EMI.
- Bach, Bauern-, Kaffee-, Hochzeitskantate, Non sà che sia dolore, E.A., G.English, S.Nimsgern, Collegium Aureum, DHM (Sony BMG).
- Bach, Kantaten, Ein feste Burg, Jauchzet Gott, Wachet auf, English Chamber Orchestra, Raymond Leppard, Dt. Bachsolisten, Helmut Winschermann, Philips (Universal).
- Bach, Johannes-Passion, Stuttgarter Kammerorchester, Karl Münchinger, Decca (Universal).
- Bach, Matthäus-Passion, Stuttgarter Kammerorchester, Karl Münchinger, Decca (Universal).
- Bach, Magnificat/Osteroratorium, Stuttgarter Kammerorchester, Karl Münchinger, Decca (Universal).
- Bach, Weihnachtsoratorium, Stuttgarter Kammerorchester, Karl Münchinger, Decca (Universal).
- Berlioz, Les Nuits d'été, Atlanta S.O., Robert Shaw, Telarc.
- Brahms, Lieder, E.A., Rudolf Jansen, Hyperion.
- Fauré, Lieder, Complete Songs (4CD), E.A., Gérard Sozay, Dalton Baldwin, Brilliant (Joan Records).
- Fauré, Requiem, Rotterdam Philharmonic Orchestra, Jean Fournet, Philips (Universal).
- Grieg, Peer Gynt, San Francisco S.O., Edo de Waart, Philips (Universal).
- Händel, Messias, St Martin-in-the-Fields, Sir Neville Marriner, Decca.
- Haydn, Orlando Paladino, Orchestre de Chambre de Lausanne, Antal Dorati, Philips (Universal).
- Mahler, Symphonie Nr.2 & Symphonie Nr.4, Royal Concertgebouw Orchestra, Bernard Haitink, Philips (Universal).
- Martin, Le mystère de la nativité, Orchestre de la Suisse Romande, Ernest Ansermet, Cascavelle.
- Martin, Frank Martin interprète Frank Martin, E.A. e.o., Frank Martin, Jecklin Disco.
- Mozart, Requiem, Wiener Philharmoniker, Istvan Kertesz, Decca.
- Mozart, Schubert, Opern-und Konzertarien, Rotterdam P.O., Edo de Waart, Pentatone.
- The complete Mozart-Edition Vol. 24 (Lieder, Notturni), Philips (Universal).
- Mendelssohn, Elias, Leipziger Gewandhausorchester, Wolfgang Sawallisch, Philips (Universal).
- Poulenc, Edition du centenaire 1899-1963 (Melodien und Lieder), EMI Classics.
- Ravel, Mélodies-Lieder, Shéhérazade, E.A., Rudolf Jansen, Erato (Warner).
- Schubert, Lieder (4CD), E.A., Dalton Baldwin, Rudolf Jansen, Philips (Universal).
- Schubert, Schumann, Lieder, Elly Ameling, Jörg Demus, DHM (Sony BMG).
- Schubert, Duette-Terzette-Quartette, E.A., Janet Baker, Dietrich Fischer-Dieskau, Peter Schreier, Gerald Moore, Deutsche Grammophon.
- Schumann, Frauenliebe- und Leben, E.A., Dalton Baldwin, Pentatone.
- Vivaldi, Berühmte geistliche Chorwerke, Nulla in mundo pax, English Chamber Orchestra, Vittorio Negri, Philips (Universal).
- Vivaldi, Juditha Triumphans, Kammerorchester Berlin, Vittorio Negri, Philips (Universal).
- Wolf, italienisches Liederbuch, Goethe- und Keller-Lieder, E.A., Tom Krause, Irwin Gage, Rudolf Jansen, GLOBE.
- Wolf, spanisches Liederbuch, E.A., Rudolf Jansen (Piano), Hyperion.